# Квінс (графство, Нова Шотландія)
 Квінс  (англ. Queens County) або «Регіональний муніципалітет Квінса» — графство в канадської провінції Нова Шотландія. Графство є переписним районом, але не адміністративною одиницею провінції.

## Географія
Графство Квінс розташоване в південній частині півострова Нова Шотландія. На північному заході воно межує з графством Аннаполіс, на північному сході — Луненбург, на південному заході — Шелберн. На заході має невеликий кордон з графством Діґбі, а на південному сході омивається водами Атлантичного океану. На території графства розташована південна частина національного парку Кеджімкуджік і однойменного озера. У центрі графства знаходиться велике озеро Россіньйол (Rossignol Lake). Крім того, по території протікають дві річки: «річка Мерсей» (англ. Mersey River) і «річка Медвей» (англ. Medway River).
По території графства проходить автодорога провінційного значення гайвей 103, а також ряд доріг, керованих графством, основними з яких є магістралі 3 і 8 і колектори 208 і 210.

## Історія
21 липня 1762 графство Квінс було виділено зі складу графства Луненбург, воно включало поселення Ліверпул, Баррінгтон і Ярмут. У 1784 році зі складу графства було офіційно виділено графство Шелберн, а в 1785 — закріплені кордони цієї зміни.
У 1820—1825 роках проходила маркування кордонів, яка офіційно була зафіксована в 1828 році.

## Населення
Для потреб статистичної служби Канади графство розділене на одне місто, одну індіанську резервацію і три неорганізовані області.
| Назва          | Оригінальна назва | Статус                | Площа    | Населення | - |
| Куінс          | Queens            | Район                 | 2 386,58 | 11 177    |   |
| Понхук-Лейк 10 | Ponhook Lake 10   | Індіанська резервація | 1,01     | 15        |   |
| Вайлдкет 12    | Wildcat 12        | Індіанська резервація | 4,77     | 20        |   |